# Fremont-Gletscher (Washington)
Der Fremont-Gletscher ist ein Gletscher an den Südosthängen des Mount Logan im North Cascades National Park im US-Bundesstaat Washington. Der Gletscher ist etwa 0,50 mi (0,8 km) lang, aber nahezu 1 mi (1,6 km) breit und fließt unmittelbar südöstlich des Gipfels des Mount Logan bis zu einer Höhe von etwa 7.200 ft (2.195 m) herab.